# Manilkara staminodella
Manilkara staminodella là một loài thực vật có hoa trong họ Hồng xiêm. Loài này được Gilly mô tả khoa học đầu tiên năm 1943.